# Crocallis radiata
Crocallis radiata là một loài bướm đêm trong họ Geometridae.